# Jardines Moir
Moir Gardens (jardines Moir) es un jardín botánico de 14.16 hectáreas (35 acres) de extensión, ubicado justo al oeste del lindero con el Poipu Beach Park, en la costa sur de la isla Kauai, Hawái. 

## Localización
El jardín se encuentra situado en el interior del Outrigger Hotels & Resorts Kiahuna Plantation.
Está abierto todos los días sin cargo alguno.

## Historia
Los jardines fueron creados en la década de 1930 por Alexandra Moir en la época en la que su marido era el gerente de la Koloa Plantation, la primera plantación de caña de azúcar de Hawái.`
En 1948 estos jardines privados fueron reconocidos como uno de los 10 mejores jardines en el mundo de cactus y suculentas.[¿por quién?] Fueron abiertos al público en general en 1954.

## Colecciones

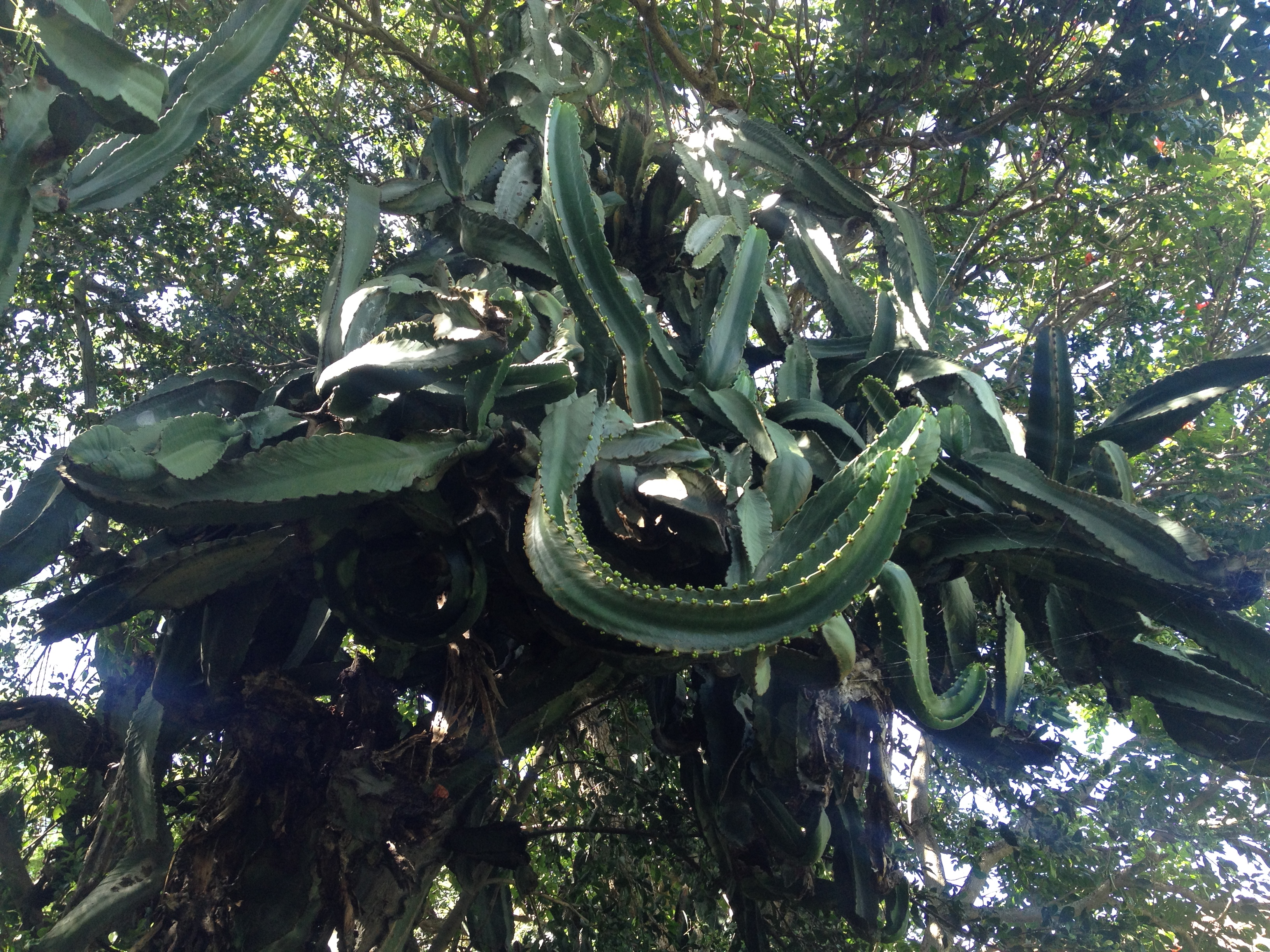
Euphorbia neglecta en los "Moir Gardens".

Actualmente los jardines albergan raros especímenes de cactus y suculentass, bromelias, orquídeas, árboles maduros, y un estanque con lírios de agua. 